# Dmitri Grigorjewitsch Lewizki
Dmitri Grigorjewitsch Lewizki (russisch Дмитрий Григорьевич Левицкий, ukrainisch Дмитро́ Григо́рович Леви́цький Dmytro Hryhorowytsch Lewyzkyj; * Mai 1735 in Kiew; † 4. Apriljul. / 16. April 1822greg. in Sankt Petersburg) war ein russischer Maler ukrainischer Herkunft.
Insbesondere malte er Porträts. Mit einem Bildnis des Alexander Kokorinow gelang ihm der Durchbruch in seiner Karriere. Zu seinen Schülern zählte Stepan Schtschukin.

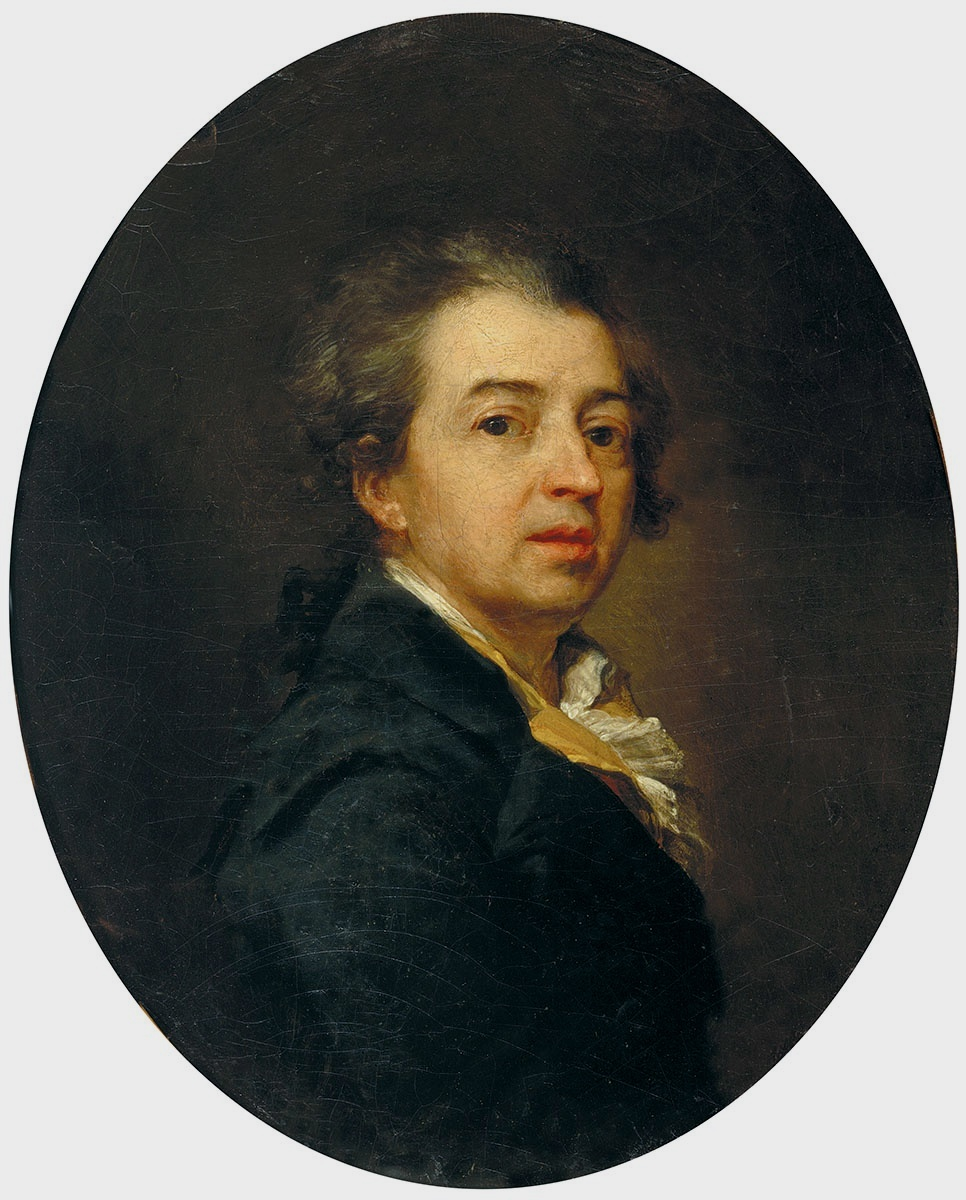
Selbstbildnis
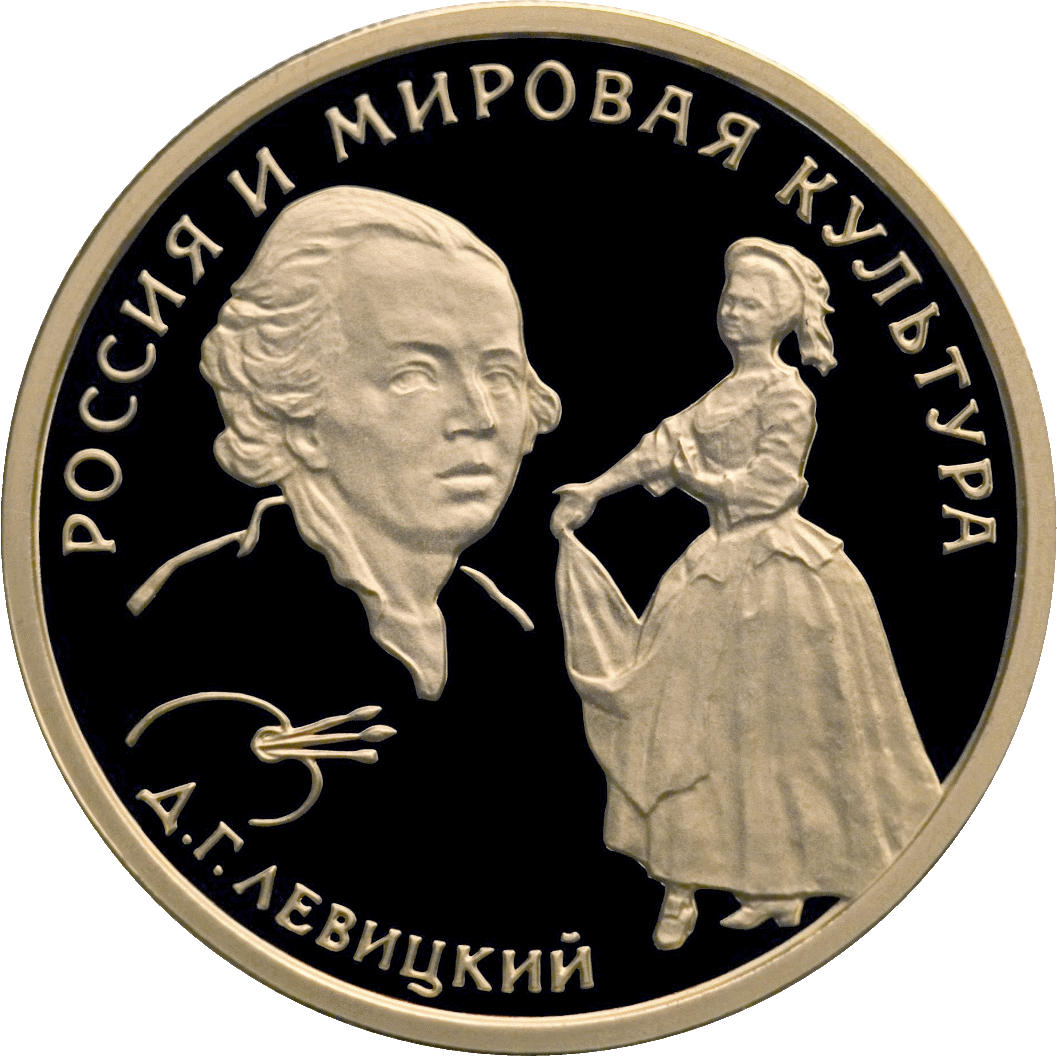
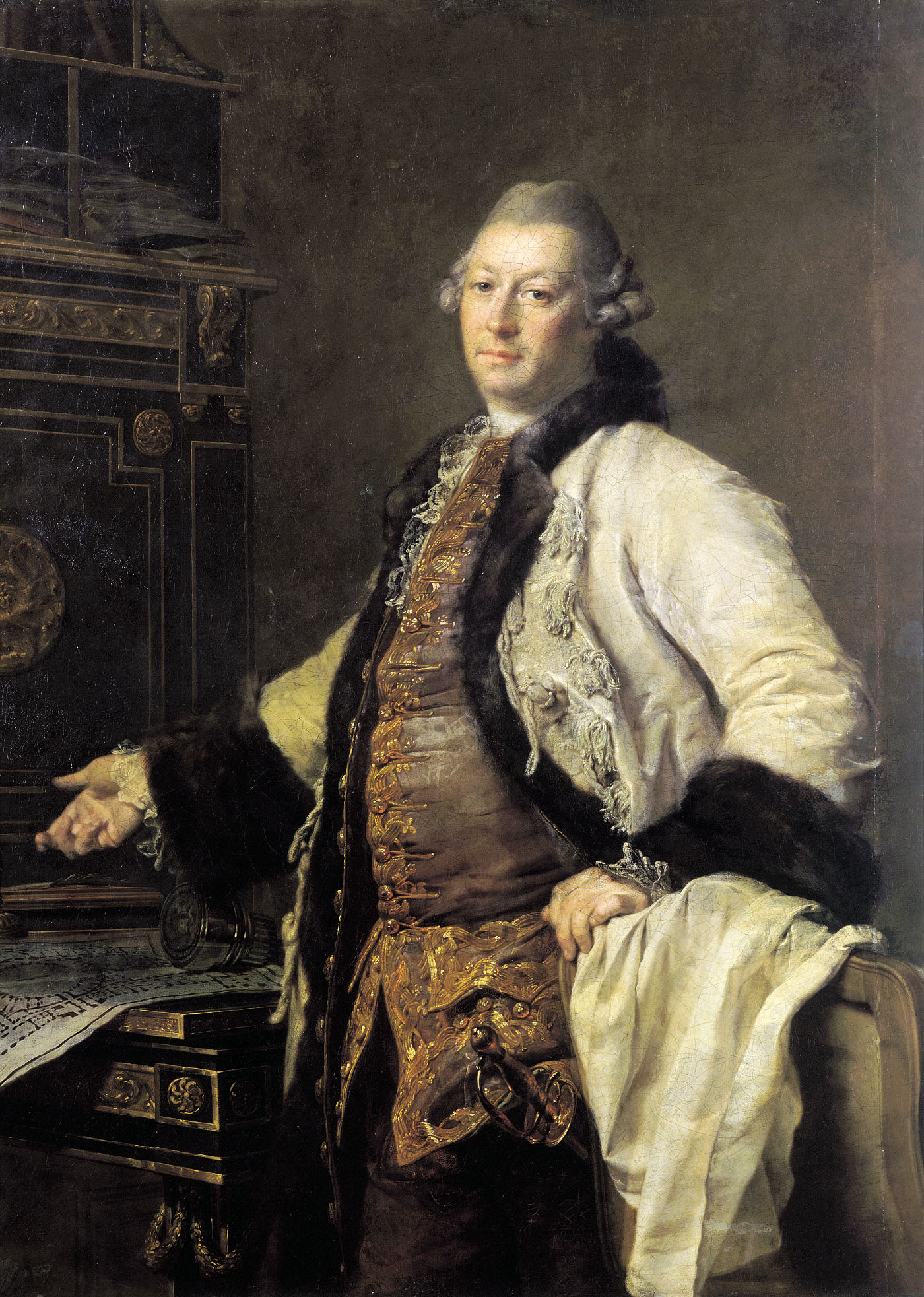
Alexander Kokorinow